# Josef Hofmann (Landrat)
Josef Hofmann (* 18. Juni 1895 in Groß Grünau bei Gabel, Österreich-Ungarn; † nach 1944) war ein sudetendeutscher Jurist und Landrat.

## Leben und Wirken
Nach dem Besuch des Gymnasiums in Gabel ging er zum Studium der Rechtswissenschaften an die K.k. deutsche Karl-Ferdinands-Universität in Prag, wo er zum JUDr. promovierte. Danach absolvierte er bis 1927 ein Referendariat, an dessen Ende er am 21. März 1927 die große juristische Staatsprüfung ablegte. Im Anschluss machte er sich als Rechtsanwalt selbständig und eröffnete im August 1927 in Friedland in Böhmen eine eigene Kanzlei. Im Februar 1928 verlegte er diese Kanzlei nach Deutsch Gabel und betrieb sie bis 1939.
Von 1923 bis 1927 gehörte Hofmann der Deutschen Nationalsozialistische Arbeiterpartei in der Tschechoslowakei an, für die er als Schriftleiter tätig war. Am 21. Dezember 1933 trat er der SdP (Mitgliedsnummer 14.217) bei, für die er als Bezirksleiter wirkte. Zum 1. November 1938 trat er der NSDAP bei (Mitgliedsnummer 6.607.646) und wurde im gleichen Jahr Mitglied der Sturmabteilung (SA).
Nach der aufgrund des Münchner Abkommens erfolgten Besetzung der Grenzgebiete der Tschechoslowakei durch das Deutsche Reich und der Bildung des Reichsgaus Sudetenland wurde er im August 1939 zunächst kommissarisch als Landrat im Landkreis Deutsch Gabel eingesetzt. Zum 1. Februar 1941 übernahm er dann dieses Amt definitiv. Er blieb bis zum Ende des Zweiten Weltkrieges im Amt, dann verliert sich seine Spur.